# Fulvio Scola
Fulvio Scola (né le 10 décembre 1982 à Agordo, dans la province de Belluno en Vénétie) est un fondeur italien.

## Biographie
Spécialiste du sprint, Fulvio Scola fait ses débuts en coupe du monde en 2007. Longtemps relégué aux places d'honneurs, il réalise un très bon début de saison 2011 et monte sur son premier podium lors du sprint disputé dans les rues de Düsseldorf.

## Palmarès

### Championnats du monde
| Épreuve / Édition  | Liberec 2009 | Oslo 2011 | Val di Fiemme 2013 |
| Sprint classique   | 8e           |           | 36e                |
| Sprint libre       |              | 43e       |                    |
| 15 km classique    |              | 41e       |                    |
| Sprint             | 8e           |           |                    |
| sprint par équipes | 13e          |           |                    |

### Coupe du monde
- Meilleur classement final : 24e en 2011.
- Classement annuel : 103e en 2007, 151e en 2008, 79e en 2009, 24e en 2011, 106e en 2012, 115e en 2013, 165e en 2014.
- Au total, Fulvio Scola compte un podium individuel (une deuxième place) et un podium par équipes (une troisième place).